# Чешме-є Сефід (Марказі)
Чешме-є Сефід (перс. چشمه سفيد) — село в Ірані, у дегестані Ґолегзан, в Центральному бахші, шагрестані Хомейн остану Марказі. За даними перепису 2006 року, його населення становило 29 осіб, що проживали у складі 11 сімей.

## Клімат
Середня річна температура становить 12,29°C, середня максимальна – 30,68°C, а середня мінімальна – -9,58°C. Середня річна кількість опадів – 190 мм.
| Клімат поселення                              | Клімат поселення | Клімат поселення | Клімат поселення | Клімат поселення | Клімат поселення | Клімат поселення | Клімат поселення | Клімат поселення | Клімат поселення | Клімат поселення | Клімат поселення | Клімат поселення | Клімат поселення |
| Показник                                      | Січ.             | Лют.             | Бер.             | Квіт.            | Трав.            | Черв.            | Лип.             | Серп.            | Вер.             | Жовт.            | Лист.            | Груд.            |                  |
| Середній максимум, °C                         | 9,04             | 10,54            | 14,72            | 20,16            | 24,26            | 29,94            | 30,68            | 30,14            | 26,52            | 20,36            | 13,68            | 8,15             |                  |
| Середня температура, °C                       | −0,27            | 1,24             | 5,40             | 10,86            | 14,95            | 20,62            | 24,86            | 24,33            | 20,71            | 14,53            | 7,88             | 2,33             |                  |
| Середній мінімум, °C                          | −9,58            | −8,07            | −3,9             | 1,54             | 5,65             | 11,31            | 19,06            | 18,51            | 14,91            | 8,73             | 2,08             | −3,48            |                  |
| Норма опадів, мм                              | 33               | 31               | 34               | 23               | 14               | 2                | 2                | 1                | 1                | 6                | 18               | 25               |                  |
| Середньомісячна швидкість вітру, м/с          | 1.31             | 1.98             | 2.45             | 2.82             | 2.60             | 2.39             | 2.34             | 2.20             | 2.11             | 1.90             | 1.50             | 1.56             |                  |
| Середньомісячна сонячна радіація, кДж/м²·день | 10010            | 13246            | 15712            | 18950            | 22791            | 26723            | 25761            | 24476            | 21556            | 16257            | 11616            | 9682             |                  |
| --------------------------------------------- | ---------------- | ---------------- | ---------------- | ---------------- | ---------------- | ---------------- | ---------------- | ---------------- | ---------------- | ---------------- | ---------------- | ---------------- | ---------------- |
| Джерело:                                      |                  |                  |                  |                  |                  |                  |                  |                  |                  |                  |                  |                  |                  |